# Хієп Хоа
Хієп Хоа (в'єт. Hiệp Hòa; 1 листопада 1847 — 29 листопада 1883) — 6-й імператор династії Нгуєн в державі Дайнам, який володарював з 30 липня по 29 листопада 1883 року. Храмове ім'я відсутнє. Визнав протекторат Франції.

## Життєпис
Двадцять дев'ятий син імператора Тхієу Чі. Його матір'ю була наложниця Чионг Тхі Тхуан. Народився 1847 року в Хюе, отримавши ім'я Фук Хонг Зат. Того ж року помирає його батько. Виховувався в конфуціанському дусі. 1869 року отримав титул ванланг-конг, а 1879 року — ланг-куокконг.
У липні 1883 року після повалення імператора Зук Дика регентська рада у складі Нгуєн Ван Тионга, Тон Тхан Тхюєта, Чан Тхієн Тханя оголосила Хонг Зата новим правителем під девізом Хієп Хоа.
У цей час французька ескадра на чолі з Амедеєм Курбе прибула до Хюе. 18—19 липня французи бомбардували форти біля столиці Дайнаму. 20 липня відбилася битва біля Тхуанана (околиці Хюе), в якій в'єтські війська зазнали поразки.
Хієп Хоа оголосив про капітуляцію, погодившись підписати договір з Францією, яким визнав її протекторат над Дайнамом (керування армією передавалося французькому представникові, відмова від самостійної зовнішньої політики, скасовано протекторат Китаю). Також дозволив у північній частині фортеці Хюе розмістити французьку залогу, відкрити для французів серединний прохід брат Нгомон (Південна брама) Забороненого міста, знищити срібну печатку, яку цінський уряд 1804 року надіслав імператорові Зя Лонгу як визнання династії Нгуєн. Все це суттєво підірвало авторитет імператора і правлячої династії загалом. Водночас не проявив жодної підтримки партизанам «Чорних прапорів», проти яких з жовтня почалася французька військова кампанія. В результаті у листопаді 1883 року Хієп Хоа було повалено й вбито. Новим імператором став небіж загиблого Кієн Фук.